# Aksai (Kakschaal)
Der Aksai (kirgisisch Ак-Сай) ist ein Fluss im Oblus Naryn im Süden von Kirgisistan (Zentralasien).
Der Aksai bildet den Oberlauf des Kakschaal (in China: Toxkan). Der Aksai entspringt im Tian Shan, südöstlich des Sees Tschatyrköl an der kirgisisch-chinesischen Grenze. Er fließt anfangs in nordnordöstlicher, später in nordöstlicher und östlicher Richtung. Der At-Baschy-Gebirgszug verläuft nordwestlich parallel zum Flusslauf. Der Aksai vereinigt sich wenige Kilometer vor Erreichen der chinesischen Grenze mit dem Müdürüm zum Kakschaal (Toxkan). Der Aksai hat eine Länge von 96 km. Er entwässert ein Areal von 5010 km². Der mittlere Abfluss beträgt 12 m³/s.